# Miss Supranacional Vietnam
Miss Supranacional Vietnam (en vietnamita: Hoa hậu Siêu quốc gia Việt Nam) es un concurso de belleza nacional en Vietnam que se llevó a cabo por primera vez en 2018 para buscar representantes vietnamitas en el concurso Miss Supranacional.
La actual Miss Supranacional Vietnam es Lydie Vũ de Ciudad Ho Chi Minh. Fue designada Miss Supranacional Vietnam 2024 el 20 de mayo de 2024.

## Ganadoras
| Año  | Miss Supranacional Vietnam    | 1.ª finalista                     | 2.ª finalista          | Sede del concurso                     | Número de candidatas |
| 2018 | Nguyễn Thị Ngọc Châu Tây Ninh | Trương Mỹ Nhân Ciudad Ho Chi Minh | Hoàng Vũ Hiên Lâm Đồng | Grand Walkerhill, Seúl, Corea del Sur | 15                   |

## Representación internacional
: Declarada como ganadora
     : Terminó como finalista
     : Terminó como una de las semifinalistas o cuartofinalistas
     : Terminó como ganadora de premios especiales
| Año                           | Representante                                                          | Residencia                                                             | Título nacional                                                        | Posición en Miss Supranacional                                         | Premios especiales |
| ----------------------------- | ---------------------------------------------------------------------- | ---------------------------------------------------------------------- | ---------------------------------------------------------------------- | ---------------------------------------------------------------------- | --- |
| 2024                          | Lydie Marie Wache Vũ                                                   | Ciudad Ho Chi Minh                                                     | Miss Supranacional Vietnam 2024 (designada)                            | No clasificó                                                           | - Supra Influencer (Top 13)                                                                                               |
| 2023                          | Đặng Thanh Ngân                                                        | Cần Thơ                                                                | 2.ª finalista de Miss Océano Vietnam 2017                              | Cuarta finalista                                                       | - Supra Fan-Vote - Supra Influencer (Top 7)                                                                               |
| 2022                          | Nguyễn Huỳnh Kim Duyên                                                 | Cần Thơ                                                                | 1.ª finalista de Miss Universo Vietnam 2019                            | Segunda finalista                                                      | - Supra Model of Asia - Ganadora del Supra Chat                                                                           |
| 2021                          | No compitió                                                            | No compitió                                                            | No compitió                                                            | No compitió                                                            | No compitió |
| 2020                          | Debido al impacto de la pandemia de COVID-19, no hubo concurso en 2020 | Debido al impacto de la pandemia de COVID-19, no hubo concurso en 2020 | Debido al impacto de la pandemia de COVID-19, no hubo concurso en 2020 | Debido al impacto de la pandemia de COVID-19, no hubo concurso en 2020 | Debido al impacto de la pandemia de COVID-19, no hubo concurso en 2020                                                    |
| 2019                          | Nguyễn Thị Ngọc Châu                                                   | Tây Ninh                                                               | Miss Supranacional Vietnam 2018                                        | Top 10                                                                 | - Miss Supranacional Asia - Ganadora del del episodio 2 de Supra Chat con Valeria - Miss Elegancia (2.º lugar)            |
| 2018                          | Nguyễn Minh Tú                                                         | Ciudad Ho Chi Minh                                                     | Finalista de Vietnam Supermodel 2013                                   | Top 10                                                                 | - Miss Supranacional Asia - Mejor en Traje de Noche - Mejor Traje Nacional                                                |
| 2017                          | Nguyễn Đình Khánh Phương                                               | Nha Trang                                                              | 2.ª finalista de Miss Mar Vietnam 2016                                 | Top 25                                                                 | - Miss Internet |
| 2016                          | Dương Nguyễn Khả Trang                                                 | Hà Giang                                                               | Vietnam Supermodel 2015                                                | Top 25                                                                 | - Mejor Traje Nacional |
| 2015                          | Nguyễn Thị Lệ Quyên                                                    | Bạc Liêu                                                               | 2.ª finalista de Miss Ao Dai 2014                                      | No clasificó                                                           | - Mejor de las Redes Sociales - Mejor en Traje de Noche (Top 3)                                                           |
| No compitió entre 2013 y 2014 |                                                                        |                                                                        |                                                                        |                                                                        | |
| 2012                          | Lại Hương Thảo                                                         | Quảng Ninh                                                             | Miss Deporte Vietnam 2012                                              | No clasificó                                                           | - Miss Supranacional Asia y Oceanía - Miss Talento (Top 12) - Mejor Traje Nacional (Top 16) - Miss St. George Hospitality |
| 2011                          | Daniela Nguyễn Thu Mây                                                 | República Checa                                                        | Designada                                                              | Tercera finalista                                                      | - Miss Internet (Top 10)                                                                                                  |
| 2010                          | No compitió                                                            | No compitió                                                            | No compitió                                                            | No compitió                                                            | No compitió |
| 2009                          | Chung Thục Quyên                                                       | Ciudad Ho Chi Minh                                                     | Designada                                                              | Top 15                                                                 | - Mejor Traje Nacional - Miss Internet                                                                                    |